# Конвой Хальмахера – Манокварі (17.11.43 – 23.11.43)
Конвой Хальмахера — Манокварі (17.11.43 — 22.11.43) — японський конвой часів Другої світової війни, проведення якого відбувалось у листопаді 1943-го.
Вихідним пунктом конвою була затока Кау на острові Хальмахера (північна частина Молуккського архіпелагу), який відігравав важливу роль у постачанні японських сил на заході Нової Гвінеї. Пунктом призначення став Манокварі (північно-східний кут півострова Чендравасіх), де ще в квітні 1942-го японці створили свою базу.
До складу конвою увійшли транспорти «Сінва-Мару» (Shinwa Maru), «Одацукі-Мару» та «Наріта-Мару», що незадовго перед тим прибули з Маніли з конвоєм H-4. Охорону забезпечував мінний загороджувач «Вакатака».
Конвой вийшов з порту 17 листопада 1943-го. 19 листопада «Наріта-Мару» відокремився та зайшов до Соронга (інша японська база на північно-західному куті півострова Чендравасіх), тоді як основний загін рушив далі та 20 листопада прибув до Манокварі. Тут він швидко розвантажився і тієї ж доби «Одацукі-Мару» під охороною «Вакатака» рушили назад, зайшли 21 листопада до Соронгу, а потім попрямували до Кау.
«Сінва-Мару» затрималось у Манокварі, де 21 листопада виявлене та потоплене літаками американської армійської авіації.